# Abraham Birnbaum
Abraham Birnbaum (* 9. Juni 1612 in Aschersleben; † 21. Juni 1695 in Dresden) war ein deutscher Mediziner und kursächsischer Leibarzt.

## Leben und Beruf
Abraham Birnbaum wurde am 9. Juni 1612 in Aschersleben geboren. Sein Vater, Joachim Birnbaum († 1626), war Jurist und Organist in Aschersleben und hatte Barbara Hahnen, Tochter des Stadtarztes Peter Hahnen, geheiratet. Die Familie wurde 1626 wahrscheinlich von der Pest heimgesucht, was den Tod von Birnbaums Eltern und drei Geschwistern zur Folge hatte.
1623 immatrikulierte sich Birnbaum als Nicht-Vereidigter an der Universität Leipzig und wurde 1628 in der Fürstenschule in Meißen aufgenommen. Seine medizinische Promotion erfolgte 1637 in Jena unter Werner Rolfinck. Nach kurzer Tätigkeit in Schleiz ließ er sich 1638 als Arzt in Dresden nieder und wurde 1645 Hofarzt am sächsischen Kurfürstenhof.
1652 wurde Birnbaum nach dem Tod von Christoph Kulig als Hofarzt bestellt. Er war für die medizinische Betreuung sowohl adliger als auch nicht-adliger Hofbediensteter verantwortlich, durfte bei vermögenden Patienten ein Honorar verlangen, musste jedoch für andere kostenfrei arbeiten. Sein Gehalt betrug 150 Gulden.
1654 wurde Birnbaum zum Leibarzt von Johann Georg I. ernannt, was mit einem Gehalt von 500 Gulden sowie Brennholz vergütet wurde. Er begleitete die kurfürstliche Familie auf Reisen und behandelte hochrangige Persönlichkeiten am Hof.
Nach dem Tod von Johann Georg I. wirkte Birnbaum auch unter dessen Nachfolger, Kurfürst Johann Georg II. Jedoch musste Birnbaum zu dieser Zeit oft persönlich um die Auszahlung seines Gehalts kämpfen. 1679 beteiligte er sich als Mitglied der Pestkommission in Dresden. Er diente bis zu seinem Tod als Leibarzt unter mehreren Kurfürsten. Kurfürst Johann Georg III. berief ihn 1681 wieder zum Leibarzt, danach auch der seit 1691 amtierende Johann Georg IV. Zuletzt verwaltete Birnbaum auch die Hofapotheke.
Am 21. Juni 1695 verstarb Abraham Birnbaum in Dresden. Er wurde zwei Tage später im Kirchhof der Kirche Unserer Lieben Frau beigesetzt.

## Familie
Abraham Birnbaum heiratete am 9. November 1641 in Dresden Susanna Sulzberger (1623–1668), Tochter seines Kollegen Johann Rupert Sulzberger. Das Paar hatte 13 Kinder, von denen drei Söhne vor der Mutter verstarben. Birnbaum sorgte bei den Eheschließungen seiner Kinder für akademisch passende Verbindungen: Seine promovierten Söhne heirateten Töchter von ebenfalls promovierten Schwiegervätern aus denselben Fachrichtungen, und auch seine Töchter gab er an Männer aus diesen Fachbereichen.
Sein Sohn Christian Gotthelf Birnbaum (1651–1723) wurde 1659 an der Universität Leipzig immatrikuliert und begleitete 1685/86 den Kurprinzen Johann Georg IV. als Reiseprediger nach Frankreich. Diese Reise führte weiter durch England und Holland nach Dänemark. Christian Gotthelf wurde 1694 Superintendent in Grimma und später in Prenzlau, jeweils mit dem akademischen Grad eines Dr. theol.
Am 30. Mai 1669 heiratete Abraham Birnbaum in zweiter Ehe Maria Hutt († 1697), die Witwe eines Herrn Krag. Aus dieser Ehe gingen keine Kinder hervor.